# Финансирование судебных процессов
Финансирование судебных процессов (англ. litigation finance, также известное как судебное финансирование и инвестирование в судебные процессы) — механизм, при котором третья сторона покрывает судебные расходы стороны дела для проведения судебных разбирательств. Истец или ответчик получает финансирование на покрытие всех или части судебных расходов от инвестора, у которого нет прямой заинтересованности в исходе дела. В свою очередь, если дело выиграно, спонсор получает согласованный процент от выигранной суммы. Если дело проиграно, то инвестору не возвращаются вложенные средства.

## История и развитие

### Судебное финансирование в Австралии
Финансирование судебных разбирательств в Австралии в его современной форме началось в середине 1990-х годов после принятия закона, позволяющего руководителям юридических лиц заключать контракты на финансирование судебных разбирательств. Судебные требования были признаны корпоративным активом, и в Австралии стали появляться компании, специализирующиеся на финансировании судебных тяжб, таким образом заполняя нишу нового рынка.
Рост финансирования судебных разбирательств также был вызван легализацией в Австралии коллективных исков в 1992 году, поскольку суды признали их эффективность. Некоторые инвесторы стали финансировать групповые иски, но опасались, что поддержка коллективных исков будет признана недействительной. Эти опасения были рассеяны и судебное финансирование получило широкое распространение в Австралии после 2006 года, когда Верховный суд Австралии постановил, что финансирование судебных разбирательств третьей стороной законны, не являются злоупотреблением судебным процессом и не противоречат национальным интересам.

### Судебное финансирование в Великобритании
В Великобритании судебное финансирование начало своё развитие примерно в тот же период, что и в Австралии. Но важным этапом послужило принятие двух законов: Уголовного Закона 1967 года, декриминализирующего финансовую поддержку одной из тяжущихся сторон и чемперти, и Закон о судах и правовых услугах 1990 года, который позволил клиентам и адвокатам заключать соглашения об условном гонораре (CFAs), также известном как “гонорар успеха” или механизм no win, no fee. “Гонорары успеха” ранее не были разрешены в Великобритании, но вместе с их легализацией появился термин финансирования судебного процесса, так как у адвокатов появилась возможность инвестировать своё время и свои умения в дело в обмен на долю от присужденной компенсации в случае выигрыша. Закон 1990 года положил начало современному судебному финансированию в Великобритании.
Судебное финансирование в Великобритании получило широкое распространение после принятия Закона о доступе к правосудию 1999 года, который был направлен на создание альтернативных способов финансирования судебных тяжб наряду с “гонораром успеха” адвокатов. Это было сделано благодаря принятию трех норм. Первая норма лишила права истцов, получивших ущерб здоровью, на бесплатную гражданско-правовую помощь. Законом предполагалось, что финансирование для подачи иска в таких случаях должны быть оказано по соглашению об условном гонораре с адвокатом. Во-вторых, закон позволил истцам, выигравшим дело, взыскивать с ответчика вознаграждение за работу адвоката по системе “проигравший платит”. Таким образом проигравшую сторону обязали оплачивать гонорар адвоката выигравшей стороны. В-третьих, законом была введена страховка “После события” - After the event insurance, позволяющая сторонам дела застраховаться от выплаты оппоненту компенсации при проигрыше дела. Сочетания принципа no-win, no-fee и возможность застраховаться от проигрыша в суде давала истцам возможность судиться, возложив фактически все расходы на третьих сторон.
После принятия закона 1999 года, суды также одобрили судебное финансирование в 2002 году, заявив, что только случаи, подрывающие судебное правосудие, должны быть признаны незаконными. В остальных случаях судебному финансированию дали “зеленых свет”, в связи с чем в Великобритании стали появляться фонды, специализирующиеся на судебном инвестировании.
25 января 2017 года Министерство юстиции Великобритании выступило против попытки ограничения рынка финансирования судебного процесса в королевстве.

### Судебное финансирование в США
До середины 2000-х годов судебное финансирование в США ограничивалось делами по причинению вреда здоровью. Специализированное коммерческое финансирование судебных разбирательств возникло в 2006 году, когда Credit Suisse Securities основал стратегическую группу рисков судебных разбирательств. Впоследствии она была расформирована, однако начало коммерческого судебного финансирования было уже положено. В последние годы коммерческий рынок финансирования судебных разбирательств значительно вырос и в настоящее время используется компаниями и юридическими фирмами для привлечения средств на покрытие судебных расходов и привлечения капитала.
На сегодняшний день судебное финансирование поддерживается главным образом на законодательном уровне штатов. Но на государственном уровне также имеется тенденция к одобрению судебного финансирования в коммерческих спорах и арбитраже. Некоторые штаты, как например Делавэр, в которых финансовая поддержка одной из тяжущихся сторон и чемперти были запрещены, до сих пор продолжается ограничение судебного финансирования коммерческих дел. В США суды также признали необходимым ограничение раскрытия информации о соглашениях между инвестором, стороной дела, получившей финансирование, и адвокатом.
В Соединенных Штатах (как и некоторых государствах Содружества Наций) имеет место дихотомия следующего характера:
1. Потребительское судебное финансирование – клиенты (физические лица), участвующие в определенном споре в качестве истца, получают денежные средства для покрытия личных расходов (проживание, медицинские услуги и т.д.) в период идущего разбирательства.
2. Коммерческое судебное финансирование – клиенты (юридические лица), участвующие в определенном споре в качестве истца, получают денежные средства на текущие расходы, связанные с разбирательством или для «монетизации» требования до ожидаемого исхода (судебного решения, мирового соглашения или др.)[3].

### Судебное финансирование в России
В России нет специального законодательства, регулирующего судебное финансирование, однако российским правом оно не запрещено. В настоящее время это совершенно новая для России сфера деятельности.
Судебное финансирование в России положило своё начало в связи с запуском в 2016 году сервиса по финансированию судебных процессов PLATFORMA.  
В январе 2018 года СМИ сообщили о том, что в обмен на долю в материальной компенсации, решение о которой может вынести суд, NLF Group обеспечит финансирование исков российских потребителей против Apple, связанных с намеренным замедлением американской компанией работы старых моделей смартфонов "iPhone".  Однако Тверской суд Москвы не принял к рассмотрению иски, поданные российскими владельцами iPhone.
В январе 2019 года в Москве начал свою работу сервис «Право требования», выбрав сегментированное финансирование только в одной сфере: защита прав потребителей.
Распространение судебного инвестирования в России поддержало судейское сообщество. Выступая на круглом столе "Финансирование судебных процессов в России",  председатель Совета судей РФ Виктор Момотов заявил, что "одно из позитивных проявлений судебного инвестирования – это расширение возможностей судебной защиты, оптимизация судебной нагрузки. Благодаря судебному инвестированию возможность получить квалифицированную правовую помощь появляется у тех, кто не способен оплатить эту помощь из собственных средств. При этом предварительный отбор наиболее перспективных исков, который проводится в том числе проектом «Платформа», позволяет «отсечь» очевидно надуманные требования и предоставить поддержку тем искам, которые имеют под собой реальную основу".
В России подан первый коллективный иск по новым правилам, которые заработали с 1 октября 2019.  Как пишут "Ведомости", претензии на 3 млн руб. к производителю косметики «Фем фаталь рус» через сервис по финансированию судебных споров Platforma предъявили 29 человек. Все судебные издержки взял на себя сервис Platforma.
Самых известным социально-значимым процессом с привлечением инвестиций третьих лиц в России является иск фристайлистки и участницы Олимпиады в Сочи Марии Комиссаровой. С помощью сервиса Platforma спортсменка  пытается взыскать в судах Петербурга 56 млн рублей с клиники доктора Блюма за неудачную реабилитацию после полученной на соревнованиях травмы. Как пишет "Российская газета", это первый в России публичный спор, связанный с оказанием медицинских услуг и нарушением прав потребителя, в котором привлекается судебное финансирование.
В ноябре 2020 года комитет Совета Федерации по конституционному законодательству и государственному строительству начал изучать законопроект о судебном финансировании, подготовленный группой экспертов PLATFORMA.
В январе 2021 года председатель комитета Андрей Клишас подписал рекомендации досконально проработать вопрос с учетом поступивших от представителей экспертного сообщества предложений по законопроекту о судебном финансировании.
"Судебное финансирование предоставляет возможность истцу защитить свои права, не имея средств на оплату адвоката, а его требование проходит дополнительную экспертизу и оценку рисков и перспектив дела, - отмечает член Комитета Совета Федерации по конституционному законодательству и государственному строительству Олег Цепкин. - Такое партнерство многими экспертами оценивается положительно, поскольку способствует как росту качества рассмотрения судебных споров, так и повышению качества юридических услуг”. По словам Ирины Цветковой, основателя PLATFORMA  и соавтора законопроекта, законопроект защитит истцов и инвесторов.
Председатель правления Ассоциации юристов России Владимир Груздев считает, что сегодня в профессиональном сообществе достигнут принципиальный консенсус по поводу того, что судебное инвестирование - полезный институт и его надо развивать.
В феврале 2021 года стартовало голосование за проект о судебном финансировании на сайте Российской общественной инициативы.

### Судебное финансирование в других странах
В 2017 году Парламент Сингапура принял закон о гражданском праве (Поправка к закону) 2017 года и Положения о гражданском праве (финансирование третьей стороной) 2017 года. В соответствии с Законом, соглашения о финансировании судебных процессов с квалифицирующими судебными инвесторами больше не являются незаконными или не имеющими юридической силы в соответствии с законодательством Сингапура, если финансирование предоставляется для международного арбитража и/или связанного с ним суда или посредничества. Поправка к закону предусматривает, что правомочные сторонние инвесторы должны осуществлять "основную деятельность по финансированию процедур разрешения споров в Сингапуре или где-либо еще и иметь оплаченный уставный капитал в размере не менее 5 млн. сингапурских долларов".

В 2016 году Комиссия по правовой реформе Гонконга выпустила доклад с рекомендациями о расширенном использовании финансовых средств в арбитраже.

В 2018 году финансирование стало активно развиваться на Ближнем Востоке.

## Рынок
В США инвестирование в судебные процессы (litigation finance) к 2017 году стало отраслью, оцениваемой в $3 млрд, где доминируют специализированные банки и хедж-фонды. Также в США есть несколько интернет-площадок (Funded Justice, Lex Shares или FundRazr), где любой желающий может объявить сбор средств на ведение дела или найти единичного инвестора . Всего на рынке альтернативных инвестиций в судебные процессы в США работает более 100 хедж-фондов и более 1000 частных инвесторов.
По данным исследования «2016 Litigation Finance Survey», проведенного компанией Burford Capital, рынок судебного финансирования в США вырос в 4 раза. Так, если в 2013 году рынок financing litigation составлял только 7% от общего количества судебных процессов, то в 2016 году - уже 28% судебных исков требовали дополнительного финансирования.
Общий объем инвестиций Burford Capital и его конкурента, чикагской компании Gerchen Keller, специализирующихся на судебном финансировании, составляет более $2 млрд, компании Fulbrook - около $1 млрд, Harbour оперирует суммой более £400 млн, а Bentham IMF - $1,6 млрд..
В докладе британской компании Justice Not For Profit указано, что за последние семь лет рынок внешнего финансирование судебных процессов вырос в Великобритании на 743% и под управлением фондов, специализирующихся на предоставлении такой услуги, находится активов на сумму свыше £1,5 млрд..

## Мнения
Анна-Мария Тамминен (Hannes Snellman Attorneys Ltd., Финляндия): «Я не верю в опасения, что доступность внешнего финансирования судебных процессов может увеличить количество необоснованных исков в судах. В конце концов, чтобы получить финансирование, иски проходят через тщательный анализ, и иски с сомнительным успехом отсеиваются на ранней стадии. Основные задачи, которые стоят перед этой индустрией сегодня, соотносятся с экспертной оценкой судебных дел, на которые выделяются средства. Также доступность такого рода услуг вносит деловую атмосферу в само судопроизводство. На сегодняшний день инвесторы в судебные дела уже являются экспертами по снижению судебных расходов, за что сами участники арбитража должны быть им благодарны».
Ларс Маркерт (Gleiss Lutz, Германия): «Я согласен с мнением, что внешнее финансирование судебных процессов будет только расти, и особенно в международном арбитраже. Но темпы роста будут в разных странах отличаться. Интересно, что и в этой сфере мы наблюдаем острую конкуренцию между Гонконгом и Сингапуром. Но на немецком рынке, к примеру, этот рост не такой значительный и в основном ограничен инвестиционными спорами. Это можно объяснить отсутствием в Германии традиции финансирования судебных процессов. В то же время я не согласен с мнением, что наличие такой услуги приведет к росту необоснованных исков. Инвесторы в первую очередь заинтересованы в возврате своих средств и, соответственно, досконально изучают каждое дело. Утвержденные инвесторами иски, по-моему, обладают преимуществом, так же как сама услуга внешнего финансирования зачастую является единственной возможностью для малообеспеченной стороны подать обоснованный иск».
Роланд Зиад (Linklaters LLP, Франция): «При материальных затруднениях в то время, когда вторая сторона обладает солидными финансами, позволяющими ей затягивать судебную тяжбу, внешнее финансирование оказывается единственной возможностью установления справедливости в коммерческих спорах».

## Кейсы

### Ground Zero Deal
Основанная адвокатами компания Counsel Financial, специализирующаяся на финансовой поддержке истцов, вложила $35 млн в судебный процесс против властей города Нью-Йорк в защиту прав спасателей, пожарных и волонтёров, которые приобрели различные болезни из-за токсичности обломков здания Всемирного торгового центра при работе после теракта 11 сентября 2001 года без необходимых средств индивидуальной защиты.
Адвокаты истцов доказали прямую связь между приобретенными заболеваниями и вредными парами, и пылью здания во время спасательных работ. В результате около 10 тысяч работников получили компенсацию $712,5 млн за причинение вреда здоровью. Доходы инвесторов в деле составили $11 млн. Рассмотрение дела заняло два года, а индивидуальные выплаты колебались от нескольких тысяч до одного миллиона долларов при наиболее тяжком вреде здоровью.

### State Farm Fire & Casualty Co. v. Joseph Radcliff, Coastal Property Management LLC
В США, при финансовой поддержке фирмы Bentham был выигран процесс о клевете, в котором строительная компания CPM Construction в лице владельца Джозефа Рэдклиффа (Joseph Radcliff) отсудила $14,5 млн у страховой американской компании State Farm. Страховщик после сильной грозы, прошедшей в штате в 2006 году, отклонил сотни обращений от пострадавших. При этом фирма Джозефа Рэдклиффа помогла жильцам восстановить крыши, осуществляя кровельные работы. После этого State Farm предъявила обвинения к CPM Construction, утверждая, что фирма намеренно разрушала крыши, чтобы домовладельцы выставили больший счёт страховой компании и получили завышенную компенсацию.
Джозеф Рэдклифф выиграл дело, доказав, что обвинения были необоснованные, но его фирма понесла репутационный ущерб и обанкротилась, а страховая компания продолжила отстаивать свои обвинения в высших инстанциях. В итоге, благодаря финансированию фирмы Bentham для продолжения ведения судебного дела, Джозеф Рэдклифф выиграл $14,5 млн в качестве компенсации за нанесенный репутационный ущерб.

### Miller UK Ltd v. Caterpillar Inc, U.S.
Иск британской компании Miller к американской корпорации Caterpillar. В 2009 году Miller обвинила американского производителя спецтехники в краже промышленных секретов. Miller привлек финансирование фирмы Arena Consulting. В итоге Miller отсудил у Caterpillar более $74 млн. Гонорар Arena Consulting не разглашается.

### Hulk Hogan v. Gawker
В 2016 году в США инвестором по иску актёра и рестлера Халка Хогана в его тяжбе с интернет-таблоидом Gawker стал миллиардер Питер Тиль. Благодаря финансовой помощи инвестора истцу удалось отсудить у сайта $ 140 млн, в результате чего таблоид даже был вынужден закрыться.

### Essar v. Norscot
Сервисной компании Norscot Oil & Gas удалось отстоять свои интересы в споре с владельцем и оператором нефтяных скважин Essar Oilfields Services. При этом впервые выигравшей стороне удалось возместить свои потери, которые она понесла за счет привлечения внешнего финансирования этого судебного процесса.  Высокий суд Лондона постановил, что одна из сторон коммерческого спора имеет право на возмещение потерь, понесенных за счет привлечения внешнего финансирования этого судебного процесса, классифицируя их, как «другие судебные издержки», упомянутые в части 59 (1) Закона об арбитраже от 1996 года (Section 59(1) (c) Arbitration Act 1996).

### Испанские инвесторы ЮКОСа v. Россия
В июле 2012 года Стокгольмский арбитраж, вставший на сторону испанских инвесторов ЮКОСа в споре с Россией по поводу активов нефтяной компании, присудил выплатить группе «Менатеп» сумму судебных издержек. Согласно решению суда компания, выступившая спонсором судебного процесса, оплачивала работу адвокатов испанцев. Арбитраж в своем решении постановил, что проигравшая сторона должна возместить группе «Менатеп» судебные издержки, связанные с оплатой работы адвокатов испанцев (расходы на адвокатов, судебные пошлины, доставку свидетелей и экспертов, а также на судебные приготовления оценены в $14,5 млн). Интересы испанцев в этом деле представляли юристы Covington & Burling LLP и Cuatrecasas, Goncalves Pereira. Российскую сторону защищала юркомпания Baker Botts LLP. Партнер Covington & Burling Марни Чик.

### "Инвестиционно-девелоперская компания" против "Барнаульская тепломагистральная компания"
В сентябре 2017 года спор двух тепловых компаний закончился в суде победой истца и заработком инвестора в 2 млн рублей. Кредитору предстояло взыскать с должника более 18 млн. руб., однако денег на такое разбирательство у него не было. Тогда истец обратился за помощью к судебному инвестору через сервис PLATFORMA, который вложил 500 тыс. руб. в дело. За 6 месяцев дело завершилось мировым соглашением и выплатой долга.

### Завод "Экран" против "Новосибирскэнергосбыт"
В мае 2018 года завод "Экран" взыскал убытки в 45,3 млн. рублей с поставщика электроэнергии за перебои в поставке электричества. Процесс проходил с привлечением инвестиций через сервис судебного финансирования PLATFORMA. Благодаря инвестору истец снял с себя финансовые риски участия в процессе, а сэкономленные средства направил на активности, связанные с деятельностью компании.

### Мария Комиссарова против реабилитационной клиники доктора Блюма
30 октября 2018 звезда фристайла Мария Комиссарова, получившая травму во время Олимпиады в 2014 года, обратилась в суд с иском о взыскании убытков и компенсации морального вреда по Закону о защите прав потребителей к ООО «Научно-исследовательский институт физической реабилитации и новых реабилитационных технологий». Спортсменка нашла инвестора и адвоката через  сервис судебного финансирования PLATFORMA.